# Paulinisme
Paulinisme és un terme utilitzat per referir-se a una branca del cristianisme primitiu associada amb les creences i doctrines exposades per l'Apòstol Pau a través dels seus escrits. La major part del cristianisme ortodox depèn molt aquests ensenyaments i els considera com les ampliacions i les explicacions del Ministeri de Jesús. Altres perceben en els ensenyaments de Pau escrits que són radicalment diferents dels ensenyaments originals de Jesús documentats als evangelis canònics, al començament dels Fets dels Apòstols i a la resta de Nou Testament com l'Epístola de Sant Jaume. El terme és generalment considerat pejoratiu pels tradicionalistes cristians, atès que comportaria que el cristianisme és una corrupció dels ensenyaments originals de Jesús, com la creença d'una gran apostasia.

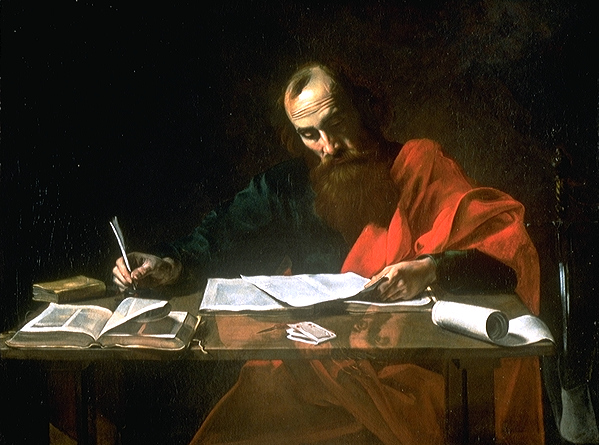
Representació artística de Sant Pau escrivint les seves Epístoles, del (Blaffer Foundation, Houston, Texas). La majoria dels experts diuen que Pau en realitat dictava les seves cartes a un secretari.

Els partidaris de la percepció distintiva pauliana inclouen Marció, un teòleg de segle ii, heretge excomunicat, que va afirmar que Paul era l'únic apòstol que havia entès bé el missatge nou de la salvació lliurada per Crist. Els que s'oposen a la mateixa època són els ebionites i natzarens, essenis, cristians jueus que rebutjaren Pau per desviar-se del "judaisme" normatiu. El paulinisme, com a expressió, va començar a utilitzar-se al segle xx, entre els estudiosos que van proposar diferents corrents de pensament en el cristianisme primitiu, on Pau va ser una influència poderosa. És una opinió generalitzada entre els estudiosos no cristians, depenent de qui ho digui, que la forma de la fe que es troba en els escrits de Pau és diferent de la que es troba en una altra part del Nou Testament, i també que la seva influència va arribar a predominar. També es fa referència a la gran quantitat de textos no canònics, alguns dels quals van ser descoberts durant els últims cent anys, i que mostren els molts moviments i corrents de pensament que emanen de la vida i l'ensenyament de Jesús, o poden ser contemporanis amb ells, alguns dels quals es poden contrastar amb el pensament de Pau. Entre els més significatius trobem l'ebionisme i el gnosticisme. No obstant això, no hi ha un acord universal quant a la relació del gnosticisme o el cristianisme en general o els escrits de Pau en particular.
Alguns pensadors creuen que és més exacte dir que el que hi ha avui és un "paulinisme", no un cristianisme. Les principals crítiques a l'actual enfocament antipaulinià sobre els punts controvertits de les epístoles de l'apòstol. Allà, entre altres coses, Pau defensa l'obediència dels cristians a l'opressiu Imperi Romà, així com el pagament d'impostos, fa apologia de l'esclavitud, legitima la submissió de la dona i esbossa una doctrina de salvació diferent de la que, segons els teòlegs antipaulians, es va defensar per part de Jesús.